# 盛泽塘
盛泽塘是一个位于中国江苏省苏州市的淡水湖，面积约为3.7平方千米，属于长江区。它的一级流域为长江流域，二级流域为长江干流水系。